# لويس غارسيا (لاعب كرة قاعدة مكسيكي)
لويس غارسيا (بالإسبانية: Luis Carlos García)‏ هو لاعب كرة قاعدة مكسيكي، ولد في 22 سبتمبر 1975 في ارموسييو سونورا في المكسيك.

## وصلات خارجية
- لويس غارسيا على موقعبيزبول رفرنس.كوم (الدوري الرئيسي) (الإنجليزية)
- لويس غارسيا على موقعبيزبول رفرنس.كوم (الدوري الثانوي) (الإنجليزية)
- لويس غارسيا على موقع مشجعي الرسوم البيانية (الإنجليزية)